# União Futebol Clube de Lisboa
L'Uniao Lisboa est un club de football portugais aujourd'hui disparu. Le club était basé à Lisbonne. La marque de l'équipement était Adidas.
Le club a passé une saison en 1re division (saison 1934-1935). Il se classe à cette occasion 6e du championnat.

## Bilan saison par saison
|           | I | II | III | IV | V | Points | Journées | V | N | D | B.M. | B.P. | Diff. |
| 1934-1935 | 6 |    |     |    |   | 8 pts  | 14       | 3 | 2 | 9 | 30   | 49   | -19   |